# Колосовський Микола Миколайович (військовик)
Мико́ла Микола́йович Колосо́вський (нар. 11 жовтня 1977 — 18 серпня 2016) — старший сержант Збройних сил України, учасник російсько-української війни.

## Життєпис
Народився 1977 року в підмосковному місті Лобня. У ранньому віці втратив матір, виховували його батько й дідусь з бабусею. Навчався у Слов'янській школі № 15; захоплювався історією Другої світової війни, займався розкопками на лінії Слов'янськ — Старобільськ.
Працював у будівельно-ремонтних бригадах, клав плитку, штукатурив. Одружився, але подружнє життя не склалося, розлучився.
Добровольцем мобілізований у вересні 2015 року; старший сержант, механік-водій БМП-1, 54-та окрема механізована бригада, командир відділення. Після одного бою поклав тіла двох загиблих побратимів біля ящика з-під набоїв, та повторював, що ніколи не пробачить і буде бити ворога, поки живий буде.
Загинув у ніч проти 19 серпня 2016 року під час артилерійського обстрілу, вчиненого терористами поблизу села Троїцьке (Ясинуватський район — за іншими даними — Попаснянського району). Снаряд розірвався коло Миколи, який прийняв усе на себе — прикрив вояка, який був попереду. Другий снаряд накрив їх обох; Микола прийняв осколки від двох снарядів. Він помер не одразу, його та другого вояка витягнули і на БМП повезли до реанімобіля. Другий солдат вижив, його довезли до реанімації.
22 серпня 2016 року похований у Слов'янську.
Без Миколи лишилися батько та неповнолітній син Ілля.

## Нагороди та вшанування
- Указом Президента України № 522/2016 від 25 листопада 2016 року «за особисту мужність і високий професіоналізм, виявлені у захисті державного суверенітету та територіальної цілісності України, вірність військовій присязі» — нагороджений орденом «За мужність» III ступеня (посмертно)[1]
- 29 грудня 2016 в Києві за підтримки благодійних фондів та участі громадських активістів й волонтерів презентовано колекційну марку, створену на честь воїнів, які загинули в боях на сході України. На ній зображені Ігор Брановицький, Ігор Гольченко, Микола Колосовський, Євген Лоскот, Андрій Матвієнко, Сергій Свищ, Олег Сидор, Сергій Табала, Георгій Тороповський.
- Почесний громадянин Слов'янська (посмертно).[2]